# 22P/Kopff
22P/Kopff (cometa Kopff) este o cometă periodică din sistemul solar cu o perioadă orbitală de aproximativ 6,4 ani. A fost descoperită de August Kopff pe 23 august 1906.
Se estimează că nucleul cometei are un diametru de aproximativ 3,0 kilometri.